# Nychiodes teriolensis
Nychiodes teriolensis är en fjärilsart som beskrevs av Wagner 1927. Nychiodes teriolensis ingår i släktet Nychiodes och familjen mätare. Inga underarter finns listade i Catalogue of Life.